# Marguerite de France (1158-1197)
Pour les articles homonymes, voir Marguerite de France.
Marguerite de France (1158 – 18 septembre 1197, Acre) est reine associée d'Angleterre de 1172 à 1183, puis reine de Hongrie de 1186 à sa mort.

## Biographie
Elle est fille de Louis VII, roi de France, et de Constance de Castille.
En 1158, à la collégiale Saint-Pierre de Neuf-Marché, elle est fiancée à Henri le Jeune, fils du roi Henri II d'Angleterre et d'Aliénor d'Aquitaine. Le jeune Henri est l'héritier présomptif d'Henri II, roi d'Angleterre, duc de Normandie, comte d'Anjou et du Maine. 
Le 2 novembre 1160 au Neubourg, après l'obtention d'une dispense canonique accordée par le pape Alexandre III, le mariage des deux jeunes enfants (elle 3 ans, lui 5 ans) est célébré,. Cette union précoce est due à la volonté d'Henri II d'entrer en possession de la dot de sa belle-fille, le Vexin normand. Afin d’obtenir l’accord du roi de France réticent, son chancelier Thomas Becket était parti de Rouen pour Paris en 1158 avec un cortège époustouflant ;  hérauts, « trompéteurs cornant  », chariots décorés gardés par des mastiffs, singes, des centaines de bacheliers et pages, chevaliers, écuyers, clercs et dignitaires, ont été accompagnés en musiques par des ménestrels. D’ailleurs, il estimait nécessaire d’acheter toutes les denrées pour mille personnes pendant trois jours, car Louis avait interdit tout ravitaillement de sa part à Paris. Surcots, pelisses, œuvres d’art, vaisselle d’or, bref, rien n’était exclu pour obtenir la faveur du père de Marguerite.
Afin d'assurer sa succession, Henri II (1133-1189) fait couronner le jeune Henri (1155-1183) le 14 juin 1170 à Cantorbéry. Le 27 août 1172, dans la cathédrale de Winchester, a lieu un second couronnement, à la demande de Louis VII, durant lequel Marguerite est couronnée reine d'Angleterre.
De son union avec son mari naît un seul enfant, Guillaume, né et mort en 1177. Après le décès d'Henri le Jeune en 1183, elle se remarie, en 1186, avec Béla III (1148-1196), roi de Hongrie. Celui-ci s'engage dans la troisième croisade, et ils meurent tous les deux en Terre sainte, ne laissant pas de descendant de leur union. Marguerite de France est inhumée dans la cathédrale de Tyr.